# ليوناردو رودريغوس دوس سانتوس
ليوناردو رودريغوس دوس سانتوس (بالبرتغالية: Léo Santos‏) هو لاعب كرة قدم برازيلي، ولد في 9 ديسمبر 1998 في ساو باولو في البرازيل. لعب مع نادي كورينثيانز.

## وصلات خارجية
- ليوناردو رودريغوس دوس سانتوس على موقع قاعدة بيانات كرة القدم.إي يو (الإنجليزية)
- ليوناردو رودريغوس دوس سانتوس على موقع Soccerway.com (الإنجليزية)
- ليوناردو رودريغوس دوس سانتوس على موقع عالم كرة القدم.نت (الإنجليزية)